# Joseph McKenna (zapaśnik)

Zawodnik Ohio State Buckeyes

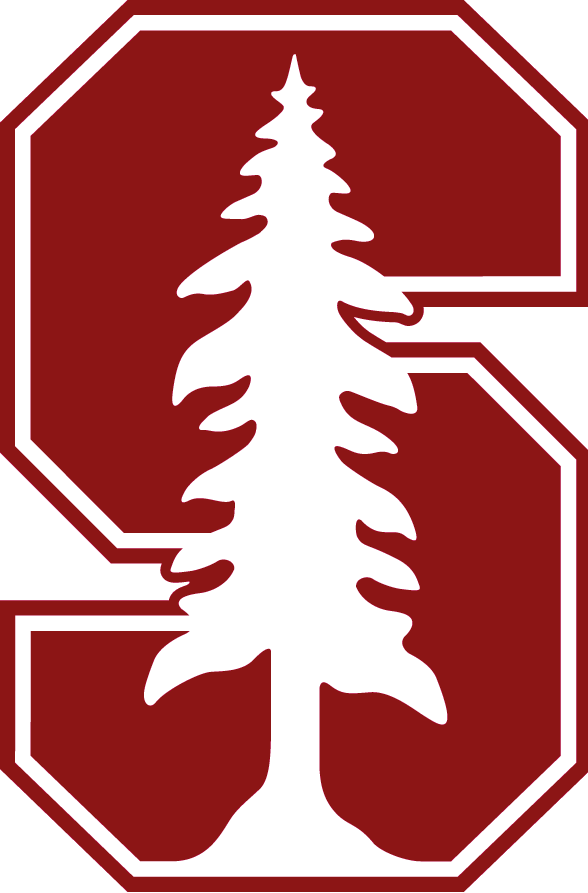
Zawodnik Stanford Cardinal

Joseph Christopher McKenna (ur. 3 sierpnia 1995) – amerykański zapaśnik walczący w stylu wolnym. Złoty medalista mistrzostw panamerykańskich w 2021 i 2022; srebrny w 2025. Trzeci na MŚ U-23 w 2017. Wicemistrz świata juniorów w 2014 roku.
Zawodnik Blair Academy, Stanford University i Ohio State University. Trzy razy All-American (2016, 2018, 2019) w NCAA Division I, drugi w 2019 i trzeci w 2016 i 2018 roku.